# Teudis buelowae
Teudis buelowae là một loài nhện trong họ Anyphaenidae.
Loài này thuộc chi Teudis. Teudis buelowae được Cândido Firmino de Mello-Leitão miêu tả năm 1946.